# Hátszeg

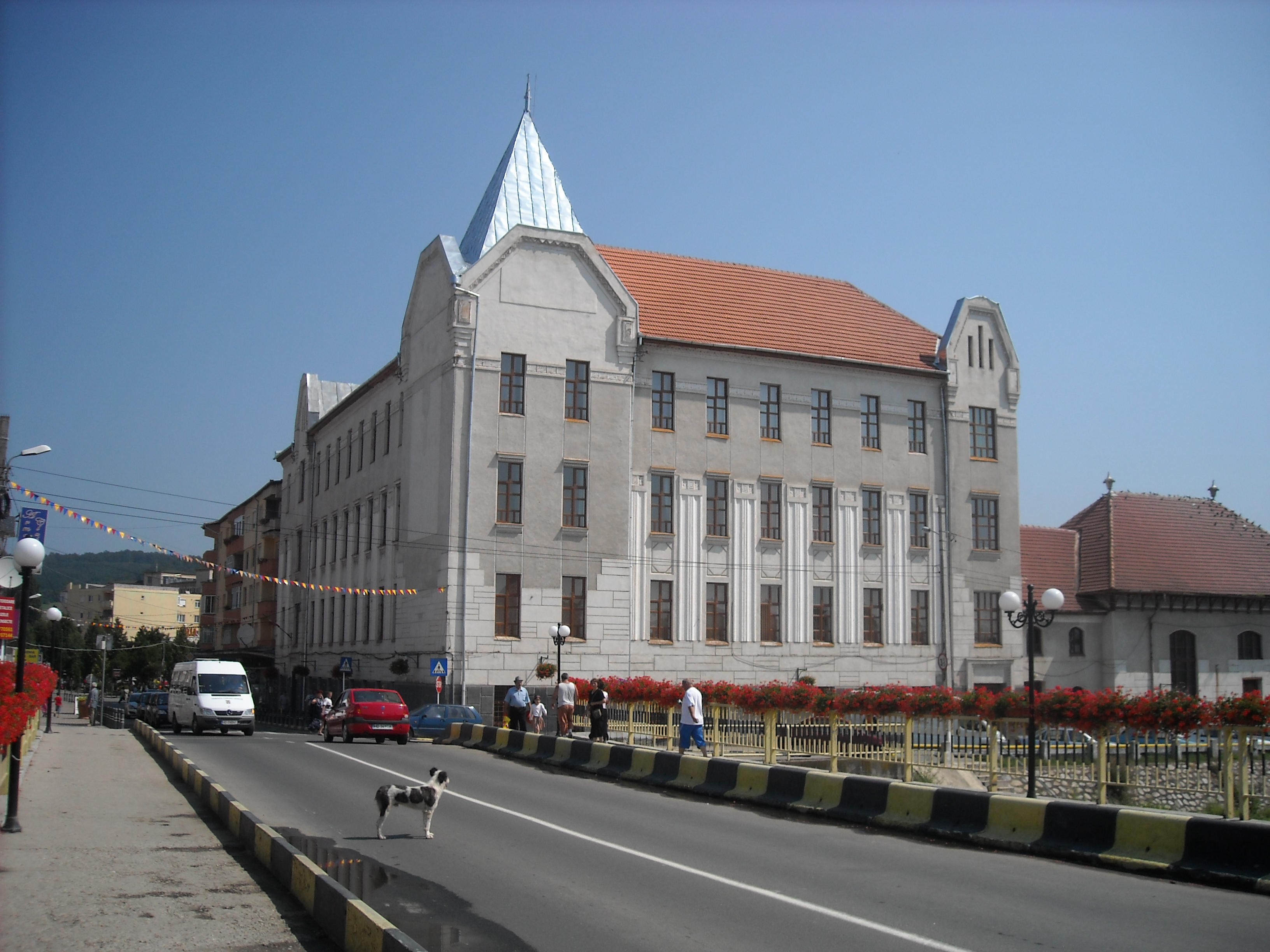
Az I. C. Brătianu Főgimnázium (eredetileg az Erzsébet leánypolgári) épülete

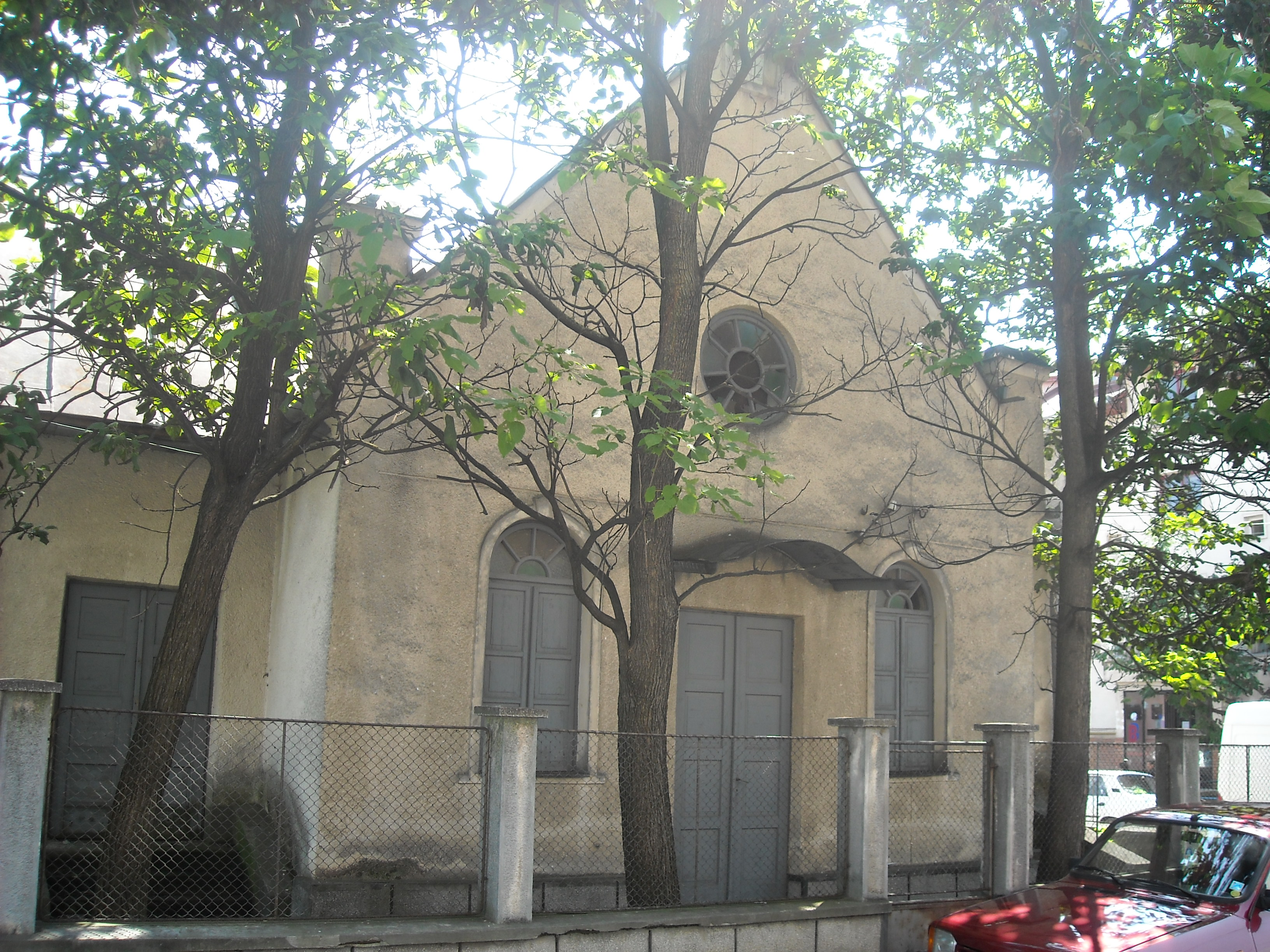
A hátszegi zsinagóga 1876-ból való, átalakított épülete

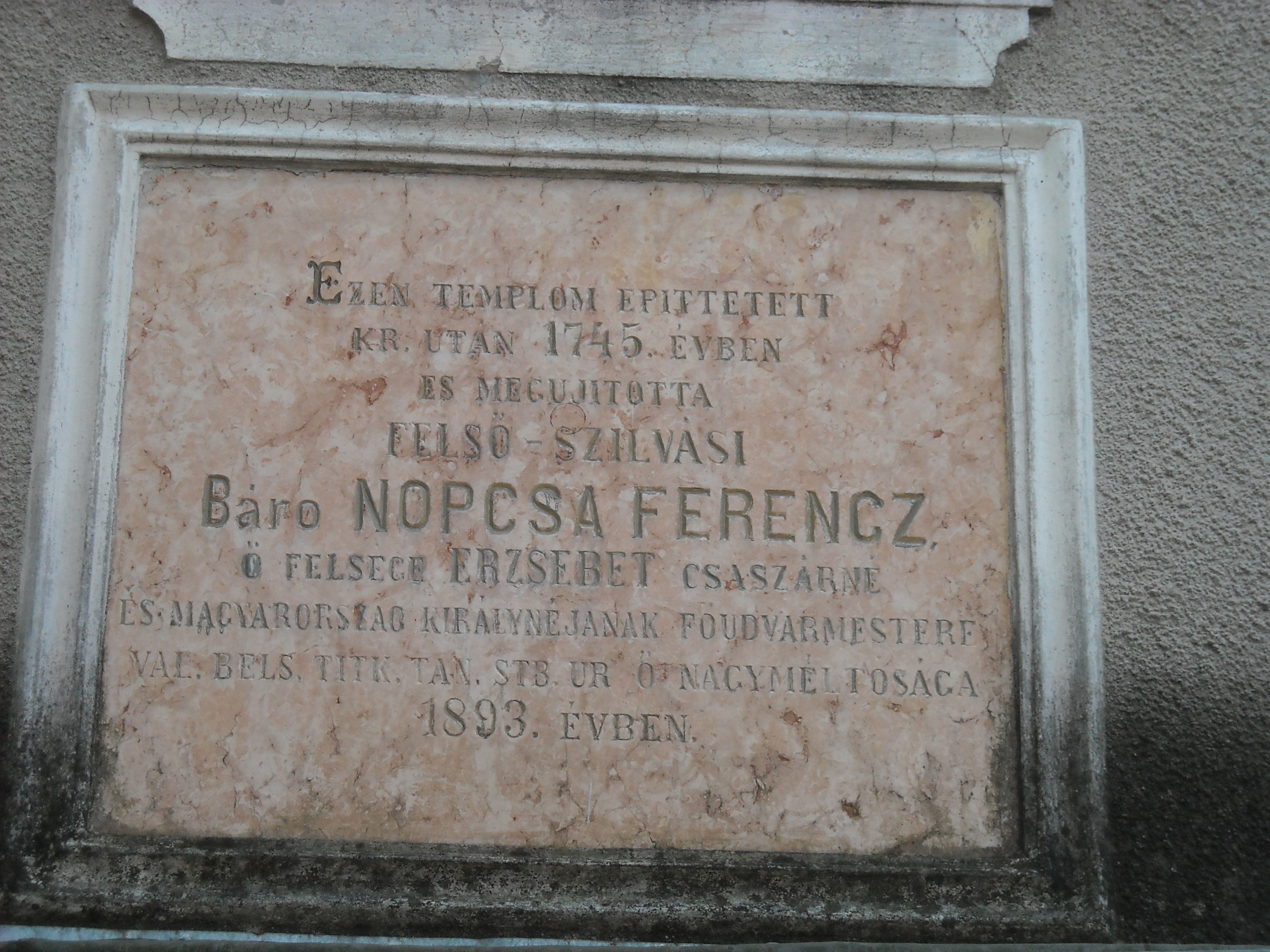
A római katolikus templom emléktáblája

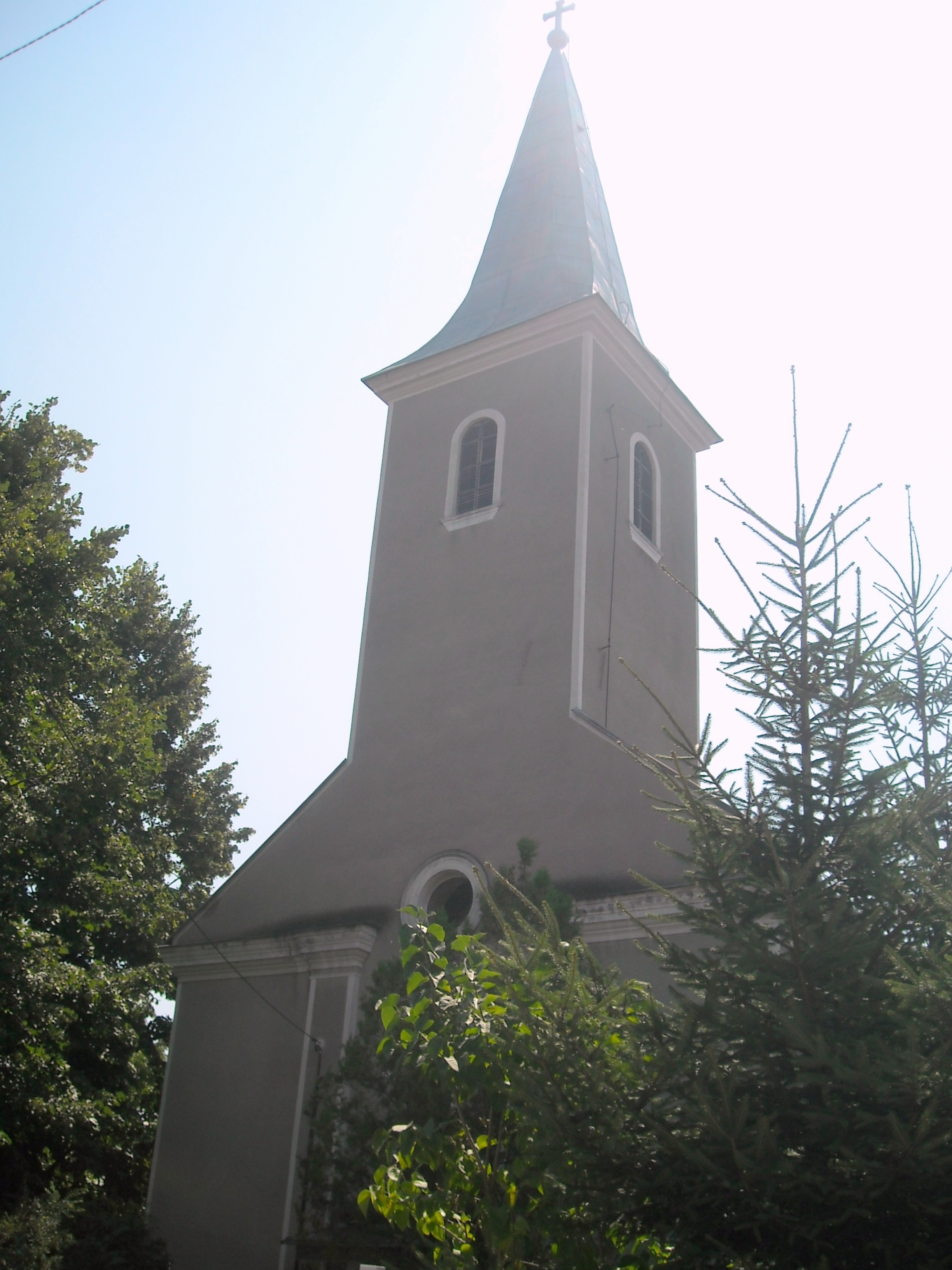
A római katolikus templom

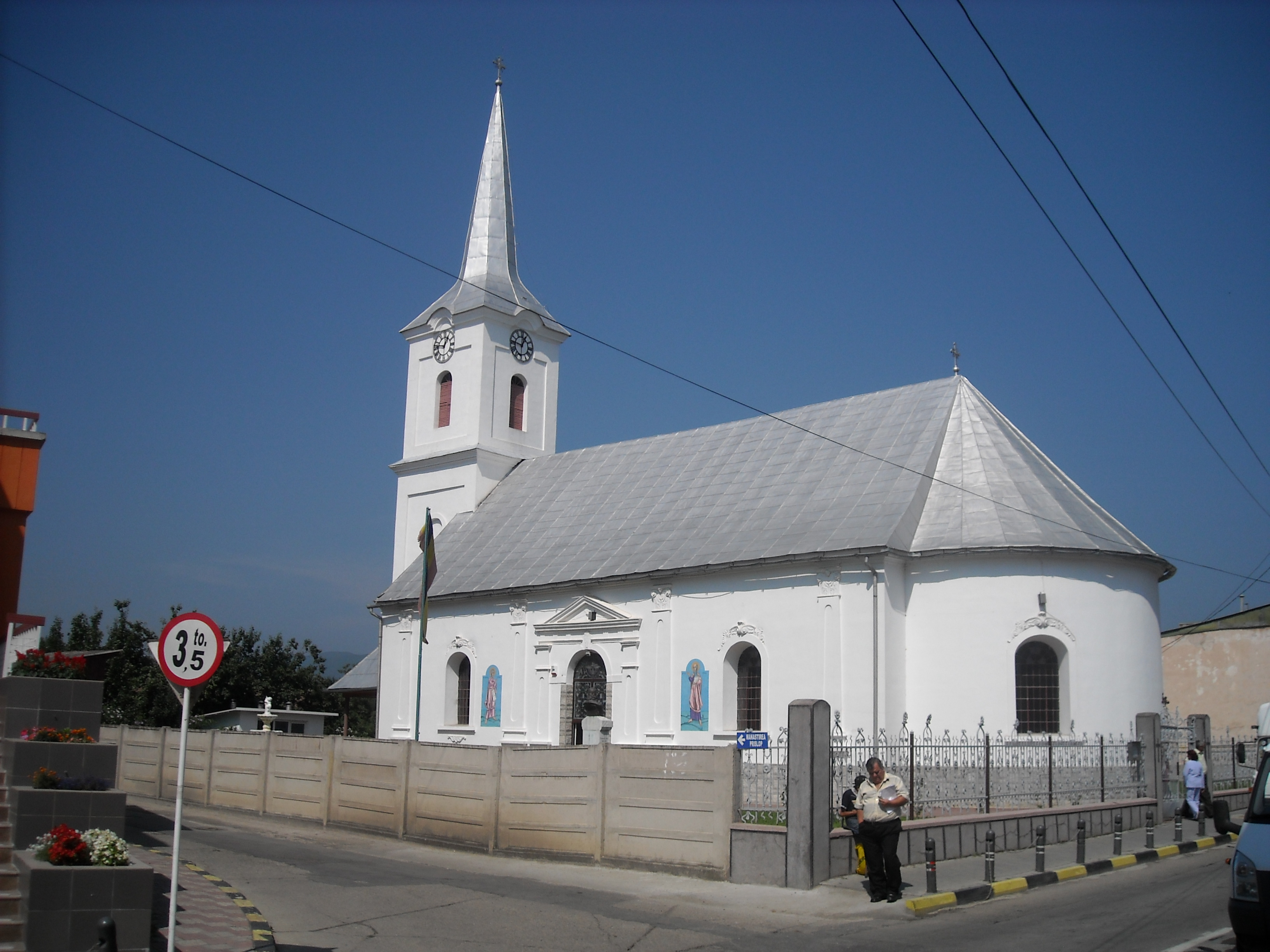
A Szent Miklós ortodox templom

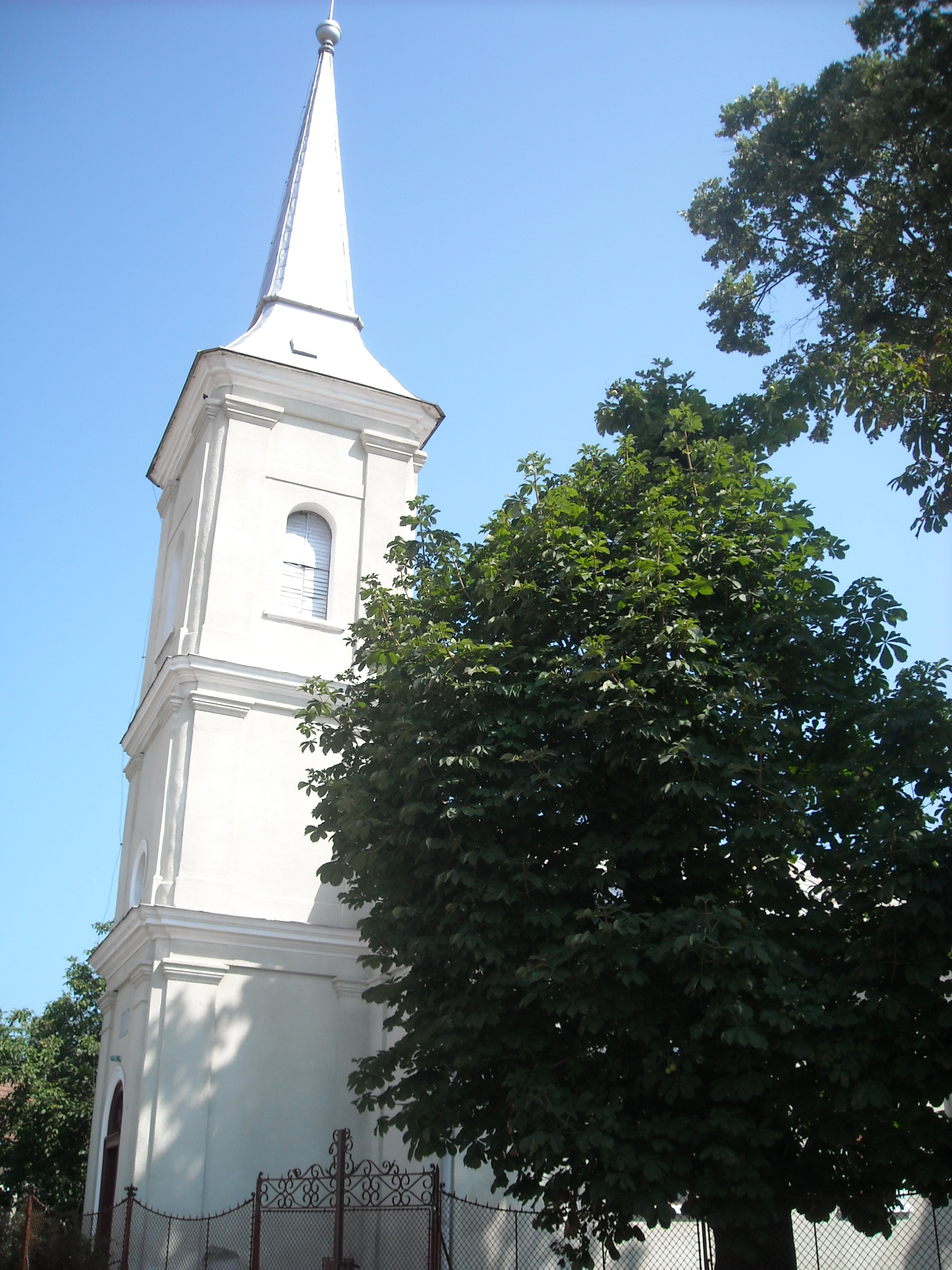
A református templom

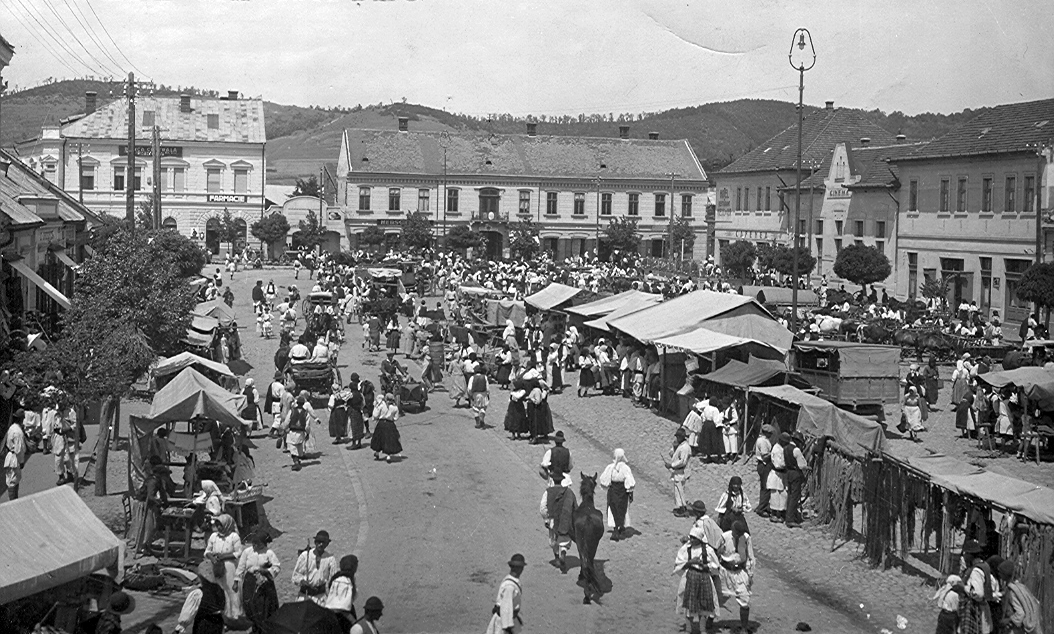
Vásár a főtéren 1915-ben

Hátszeg (románul: Hațeg, németül: Hatzeg, Hötzing vagy Wallenthal) város Romániában, Hunyad megyében.

## Nevének eredete
Neve ismeretlen eredetű. Kiss Lajos egy német eredetű Hazeko személynévhez köti. Mai, a magyar hát és szeg összetételeként ható neve minden bizonnyal népetimológia hatására alakult ki. Történeti névalakjai: Harszoc (1247/50), Hatzak (1276), Hatzok (1278), Hachzak (1366), Haczag (1510), Hátzegh (1733), Hátszeg (1808).

## Fekvése
Dévától 39 kilométerre délre, a Hátszegi-medence északi peremén fekszik.

## Népessége
- 1850-ben 1194 lakosából 915 volt román, 92 cigány, 77 magyar és 62 német nemzetiségű; 779 ortodox, 230 görögkatolikus, 141 római katolikus és 37 református vallású.
- 1910-ben 3124 lakosából 1514 volt román, 1438 magyar és 136 német anyanyelvű; 953 ortodox, 687 római katolikus, 612 görögkatolikus, 424 református, 369 zsidó és 61 evangélikus vallású.
- 2002-ben 9710 lakosából 9335 volt román és 292 magyar nemzetiségű; 7781 ortodox, 730 baptista, 520 pünkösdista, 268 római katolikus, 180 görögkatolikus és 161 református vallású.

## Története
Első említésekor Litovoi román kenéz földjéhez tartozott, és közvetlenül IV. Bélának fizetett adót. Az azonos nevű vár valószínűleg a 13. század második felében épült a várostól délkeletre, a mai Hátszegváralja feletti hegyen. Magának a településnek a 14. század elején nem román lakói voltak. Kán László 1300-ban elfoglalta, és papját megkínozta. Plébánosát 1332–33-ban is említik. 1366-tól városnak írják, később a Hátszegi kerület székhelye lett, amelyet ugyan betagoltak Hunyad vármegyébe, de annak 1867-ig mindig egyik alispánját adta. Nagy Lajos 1366-ban ferences kolostort alapított benne, melynek 1456 vízkeresztjén vendége volt Kapisztrán János. 1420 szeptemberében közelében győzték le a törökök Csáky Miklós erdélyi vajda seregét. 1479-ben a törökök pusztították. Ezután a ferencesek Vajdahunyadra költöztek.
Román papjára vonatkozó első, közvetett adat 1516-ból maradt fenn – Filip hátszegi pap ekkor véste nevét cirill betűkkel a feleki templom falába. 1527-ben Cserni Jován serege foglalta el. A környék sok román és szerb lakosa csatlakozott hozzájuk. 1550. november 16-án Kendeffy János, Török János, Vas Benedek és a Hátszeg vidéki nemesség itt verte meg az Erdélybe betört havasalföldi–török sereget. 1648-ban a tatárok fosztották ki. 1660-ban Karánsebes vidékéről sok román, szerb és görög menekült telepedett le vidékén, majd 1673-ban újabb negyven lugosi és karánsebesi család települt át. A 17. században mind magyar, mind román református prédikátor tevékenykedett benne. Református lelkészéről 1660-ból való az első biztos adat, iskolamesterét pedig 1672-ben említették. 1669-ben rendezték városi tanácsának összetételét. A testületet váltásos alapon magyarok, illetve románok vezették. Az országgyűlésre a város két követet küldött, jegyzőkönyvét magyar nyelven vezette. (Később, 1725 és 1846 között vegyesen románul, németül és magyarul, a jegyző nemzetiségétől függően. Ezen időszak városi jegyzőkönyvét Nicolae Iorga adta ki 1941-ben.) 1672-ben nyolc mesterrel megalakult a hátszegi csizmadiák és tímárok céhe.
A vidék nemessége a 17. században kezdett saját lakóházakat építeni a városban. 1685-ben már 196 házból állt, és hozzávetőleg ezren lakták. Az anyanyelvi–nemzetiségi arányokra az 1713-as összeírásból következtethetünk, ahol családneveinek kb. 61%-a volt román, 32%-a magyar és 5%-a görög eredetű. I. Apafi Mihály 1672-ben szabadalomlevelet adott csizmadia- és tímárcéhe számára. Rajtuk kívül 1708-ban a fazekasok állíthattak föl saját céhet. Bár a határőrség tisztikara buzdította a fiatalságot a különböző szakmák művelésére, 1847-ig a bőrös szakmák művelői (1777-ben 29 csizmadia és 20 szűcs) és fazekasok dolgoztak a városban, főként román nemzetiségűek.
1690. október 3-án itt verte meg Bádeni Lajos őrgróf császári serege Thököly alvezéreit, Petróczy Istvánt és Sándor Gáspárt. 1691-ben újraalapították római katolikus plébániáját, amely 1694-től iskolát is fenntartott. 1768-ban egy adományozott telken (a mai kórház helyén), igénytelen, paticsfalból készült épületben a ferences kolostor is újraindult. A reformátusoknak 1704-ben közös egyházuk volt, magyar és román lelkésszel. Később már csak egyetlen papot tudtak fenntartani: 1713-ban a román Popa Farkas József és 1716-ban a magyar Csáki Miklós is minden alkalommal két nyelven prédikált a templomban, 1719-ben pedig az egyházmegyei vizitáció a hívek panaszára megintette Hévízi Sámuel lelkészt, amiért nem tudott románul prédikálni. Egyháza 1766-ban Nalácvád, Farkadin és Totesd filiákkal 75 férfit és 84 asszonyt számlált. A reformátusok számának csökkenése részben annak volt a következménye, hogy a románok többsége áttért a görögkatolikus hitre. 1733-ban 162 görögkatolikus hívőt írtak össze, öt pappal, 1760-ban 528 lelket. 1747-től esperesség székhelye volt, amelyet 1782-ben vikariátus rangjára emeltek. Eközben román lakóinak egy része mindvégig kitartott az ortodoxia mellett. A városi tanácsban 1725-ben egyenlő számban vettek részt görögkatolikus és ortodox románok. 1733-ban mindkét felekezetnek fatemploma volt. Később egy időre mindkét templom a görögkatolikusoké lett, de 1762 után az ortodoxok visszakapták felszegi templomukat. Sőt, a katonai határőrvidék megszervezése után az ortodox vallású, szerb tiszteket vallási türelmetlenséggel is vádolták: a görögkatolikus vikárius 1815-ben amiatt írt panaszt egy Djurišić nevű kapitány ellen, hogy az eltiltotta az unitus vallású sorállományt a misék látogatásától. Érdekesség, hogy a római, a görögkatolikus és a református lelkész is bírt italmérési joggal, amit mindhárman gyakoroltak is.
1721-ben 54 mezővárosi polgár, tíz taksás nemes és 34 zsellér jogállású családfőjét írták össze. 1764–66-ban teljes egészében a I. Erdélyi Román Határőrezredhez csatolták, és itt állították fel a 2. század parancsnokságát. Német altisztképző és román „nemzeti” iskolát szerveztek. 1773-ban meglátogatta a későbbi II. József. 1784. november 9-én Karp alezredes a város mellett megverte a felkelt parasztokat. A város naplóját 1787-ig magyarul és latinul, azután főként románul (latin betűkkel), majd az 1810-es évek elejétől vegyesen németül, magyarul és románul vezették. Vásárait a 19. század első felében február 14-én tartották, és ezekre Havasalföldről sok disznót hajtottak fel. Első gyógyszertára 1846-ban nyílt meg. 1848. június 26-án a határőrezred katonái leverték a kaszárnyára tűzött magyar zászlót és megtagadták az engedelmességet a magyarbarátnak vélt Riebel őrnagynak. Az 1848-as pesti országgyűlésre előbb Constantin Papfalvit, majd az ő helyére Ioan Onițiut választotta követének. 1848 őszén Riebel őrnagy 1600 lőfegyvert osztott ki a nép között. 1849 tavaszán ideiglenesen, Déva vára elfoglalásáig a magyar forradalmárok egyik katonai körzetének székhelye is volt, Forró Elek parancsnoksága alatt. Augusztus 21-én itt tette le a fegyvert a VI. hadtest.
1851-ben megszüntették a határőrezredet. Az altisztképző és a román „nemzeti” iskolát német tannyelvvel összevonták, majd tannyelvét 1864 után románra változtatták. 1855-től pár évig tanítókat is képezett. A város az 1860-as években helyi jelentőségű román politikai központtá vált. Az októberi diploma után nemcsak a belső ügykezelés, de a felsőbb hatóságokkal való érintkezés nyelveként is a románt fogadta el, amit 1872-ig a magyar hatóságok is tiszteletben tartottak. 1866-ban a tordai Ioan Rațiut választotta követeként az országgyűlésre. 1869 és 1910 között magyar lakóinak száma körülbelül a kilencszeresére nőtt, főként távolabbi vidékekről való bevándorlás révén. 1847-től a bőriparosokon és fazekasokon kívül más szakmák művelői is céheket hoztak létre. Itt jött létre Hunyad megye egyik legjelentősebb zsidó közössége. Hitközségüket, amely később az ortodox irányzathoz csatlakozott, 1870-ben hozták létre. Vasúti megközelítését már az ugyanakkor átadott és közelében vezetett Piskitelep–Petrozsény-vasútvonal megoldotta, az 1908-ban megépült Hátszegváralja–Karánsebes-vonal pedig át is haladt rajta. Az 1875-ben alapított római katolikus leányiskolát 1887-től a ferences nővérek alakították át bentlakásos leánynevelő intézetté, amely 1908-től leánypolgáriként működött. 1911-ben az akkor rendezett tanácsú városban a belügyminiszteri vizsgálat számos szabálytalanságot talált, ennek nyomán mozgalom indult nagyközséggé való visszaminősítéséért. 1916. szeptember elején a román hadsereg pár napra elfoglalta, majd szeptember 10-én súlyos vereséget szenvedett a német–osztrák–magyar seregektől.

## Nevezetességei, műemlék épületei
- A központ közelében található a Hátszegi Dinoszaurusz Geopark bemutató háza.
- A központtól kissé távol álló római katolikus temploma eredetileg 1745-ben épült, majd 1893-ban Nopcsa Ferencnek, Erzsébet királyné udvarmesterének költségén átépítették. Ez alkalommal a Nopcsa család saját temetkezőhelyét is itt jelölte ki.
- A Szent Miklós ortodox templom a 19. században épült.
- Vele egy utcában, az utca másik végén áll a 14. századi temploma helyén, az 1830-as torony felhasználásával 1893-ban épített református templom.
- Az I. C. Brătianu Főgimnázium szecessziós épülete eredetileg az Erzsébet katolikus leánypolgári számára épült 1912-ben, Möller István tervei alapján.
- A főként néprajzi anyagot bemutató Hátszeg vidéki Múzeumot 2005-ben adták át. A múzeum az egykori román kaszinó 1927-ben elkészült épületében működik.
- A bölényrezervátumot lásd Alsószilvásnál!

## Híres emberek
- Itt született 1806-ban Moise Sora Noac (Novac), Vergilius és Ovidius román fordítója.
- Itt született 1900-ban Borbély Ferenc orvos, a svájci országos toxikológiai központ megszervezője.
- Itt született 1904-ben Hátszegi (Zuckermandel) Ernő, Ady francia fordítója.
- Itt született 1915-ben Cseke Vilmos matematikus.
- Itt született 1920-ban Maros Dezső gépészmérnök.
- Itt született 1923-ban Maros Tibor anatómus.
- Itt született 1929-ben Csulak Ákos gépészmérnök.
- Itt született 1989-ben Nneka Onyejekwe kézilabdázó.
- Mint hatóságilag kijelölt kényszerlakhelyen itt élt Jakabffy Elemér 1945 és 1954 között.

## Gazdasága
- A Nagyvízen épült vízerőműveknek és autógázgyártásának köszönhetően fontos energetikai központ.
- Faipar.
- A hátszegi sörgyárat az 1970-es évek közepén építették, főként a Zsil-völgy bányászainak és a vajdahunyadi kombinát munkásainak ellátására. Az első üveg Hațegana sör 1978-ban hagyta el a gyártósort. A gyár 2003-ban holland tulajdonba került, majd 2010-ben bezárt. A Hațegana sört azóta Craiovában állítják elő.[20]
- Mustár-, gyümölcs- és zöldségkonzervgyártás. A hátszegi konzervgyárat 1942-ben alapították. 1991-ben még három gyümölcsöse és zöldségtermesztő gazdasága volt. A termelés az 1989-es 5562 tonnáról 1994-re 805 tonnára csökkent, a munkások száma pedig ötszáz körüliről 1996-ra húsz-harmincra.

## Sport
- CS Retezatul Hațeg futballklub

## Testvértelepülései
- Quimper, Franciaország
- Melle, Franciaország
- Bad Säckingen, Németország
- Vasvár, Magyarország